# دان بور
دان بور (بالإنجليزية: Dan Burr)‏ هو رسام بالرصاص أمريكي، ولد في 14 نوفمبر 1951.

## وصلات خارجية
- الموقع الرسمي